# 12e étape du Tour d'Italie 2024
Pour un article plus général, voir Tour d'Italie 2024.
La 12e étape du Tour d'Italie 2024 se déroule le jeudi 16 mai 2024 entre Martinsicuro dans les Abruzzes et Fano dans les Marches sur une distance de 190 km.

## Parcours
Cette étape longe la mer Adriatique au départ de Martinsicuro et s'oriente globalement vers le nord en restant en bord de mer pour un premier tiers d'étape tout à fait plat. Ensuite, le tracé devient plus vallonné en rentrant légèrement à l'intérieur des terres où quatre côtes classées en 4e catégorie sont au programme du jour. Les coureurs rejoignent l'Adriatique pour l'arrivée dans la ville de Fano.

## Déroulement de la course
À plus de 125 kilomètres de l'arrivée, le Français Julian Alaphilippe (Soudal Quick-Step) et l'Italien Mirco Maestri (Polti Kometa) partent à l'attaque. Le duo ne compte jamais beaucoup plus de deux minutes d'avance sur sur les premiers poursuivants mais continue à faire la course en tête. À 11,5 km du terme, dans la dernière côte, Julian Alaphilippe lâche Mirco Maestri et file vers la victoire à Fano, résistant au retour des poursuivants. Alaphilippe devient le 108e coureur à avoir remporté une étape sur chacun des trois grands tours,.

## Résultats

### Classement de l'étape
| \| Classement de l'étape \| Classement de l'étape \| Classement de l'étape \| Classement de l'étape \| Classement de l'étape \| \| Coureur \| Coureur \| Pays \| Équipe \| Temps \| \| --------------------- \| --------------------- \| --------------------- \| ------------------------- \| --------------------- \| \| 1er \| Julian Alaphilippe \| France \| Soudal Quick-Step \| 4 h 07 min 44 s \| \| 2e \| Jhonatan Narváez \| Équateur \| Ineos Grenadiers \| + 31 s \| \| 3e \| Quinten Hermans \| Belgique \| Alpecin-Deceuninck \| + 32 s \| \| 4e \| Michael Valgren \| Danemark \| EF Education-EasyPost \| + 43 s \| \| 5e \| Christian Scaroni \| Italie \| Astana Qazaqstan Team \| + 43 s \| \| 6e \| Matteo Trentin \| Italie \| Tudor Pro Cycling Team \| + 1 min 30 s \| \| 7e \| Simon Clarke \| Australie \| Israel-Premier Tech \| + 1 min 30 s \| \| 8e \| Gijs Leemreize \| Pays-Bas \| Team dsm-firmenich PostNL \| + 1 min 30 s \| \| 9e \| Mirco Maestri \| Italie \| Team Polti Kometa \| + 1 min 30 s \| \| 10e \| Benjamin Thomas \| France \| Cofidis \| + 1 min 30 s \| |                    |           |                           |                 |
| |                    |           |                           |                 |
| Sources : ProCyclingStats Cycling Quotient |                    |           |                           |                 |
| Classement de l'étape |                    |           |                           |                 |
| Coureur | Coureur            | Pays      | Équipe                    | Temps           |
| 1er | Julian Alaphilippe | France    | Soudal Quick-Step         | 4 h 07 min 44 s |
| 2e | Jhonatan Narváez   | Équateur  | Ineos Grenadiers          | + 31 s          |
| 3e | Quinten Hermans    | Belgique  | Alpecin-Deceuninck        | + 32 s          |
| 4e | Michael Valgren    | Danemark  | EF Education-EasyPost     | + 43 s          |
| 5e | Christian Scaroni  | Italie    | Astana Qazaqstan Team     | + 43 s          |
| 6e | Matteo Trentin     | Italie    | Tudor Pro Cycling Team    | + 1 min 30 s    |
| 7e | Simon Clarke       | Australie | Israel-Premier Tech       | + 1 min 30 s    |
| 8e | Gijs Leemreize     | Pays-Bas  | Team dsm-firmenich PostNL | + 1 min 30 s    |
| 9e | Mirco Maestri      | Italie    | Team Polti Kometa         | + 1 min 30 s    |
| 10e | Benjamin Thomas    | France    | Cofidis                   | + 1 min 30 s    |

### Points attribués pour le classement par points
| Sprint intermédiaire Recanati (km 77,5) | Sprint intermédiaire Recanati (km 77,5) | Sprint intermédiaire Recanati (km 77,5) | Sprint intermédiaire Recanati (km 77,5) | Sprint intermédiaire Recanati (km 77,5) |
| --------------------------------------- | --------------------------------------- | --------------------------------------- | --------------------------------------- | --------------------------------------- |
|                                         | Coureur                                 | Pays                                    | Équipe                                  | Point(s)                                |
| 1er                                     | Mirco Maestri                           | Italie                                  | Polti Kometa                            | 12                                      |
| 2e                                      | Julian Alaphilippe                      | France                                  | Soudal Quick-Step                       | 8                                       |
| 3e                                      | Nairo Quintana                          | Colombie                                | Movistar                                | 6                                       |
| 4e                                      | Juan Pedro López                        | Espagne                                 | Lidl-Trek                               | 5                                       |
| 5e                                      | Mauri Vansevenant                       | Belgique                                | Soudal Quick-Step                       | 4                                       |
| 6e                                      | Ewen Costiou                            | France                                  | Arkéa-B&B Hotels                        | 3                                       |
| 7e                                      | Filippo Ganna                           | Italie                                  | Ineos Grenadiers                        | 2                                       |
| 8e                                      | Quinten Hermans                         | Belgique                                | Alpecin-Deceuninck                      | 1                                       |
| modifier                                |                                         |                                         |                                         |                                         |

| Sprint intermédiaire Ripe (km 147,8) | Sprint intermédiaire Ripe (km 147,8) | Sprint intermédiaire Ripe (km 147,8) | Sprint intermédiaire Ripe (km 147,8) | Sprint intermédiaire Ripe (km 147,8) |
| ------------------------------------ | ------------------------------------ | ------------------------------------ | ------------------------------------ | ------------------------------------ |
|                                      | Coureur                              | Pays                                 | Équipe                               | Point(s)                             |
| 1er                                  | Mirco Maestri                        | Italie                               | Polti Kometa                         | 12                                   |
| 2e                                   | Julian Alaphilippe                   | France                               | Soudal Quick-Step                    | 8                                    |
| 3e                                   | Matteo Trentin                       | Italie                               | Tudor Pro Cycling Team               | 6                                    |
| 4e                                   | Quinten Hermans                      | Belgique                             | Alpecin-Deceuninck                   | 5                                    |
| 5e                                   | Michael Valgren                      | Danemark                             | EF Education-EasyPost                | 4                                    |
| 6e                                   | Gijs Leemreize                       | Pays-Bas                             | dsm-firmenich PostNL                 | 3                                    |
| 7e                                   | Simon Clarke                         | Australie                            | Israel-Premier Tech                  | 2                                    |
| 8e                                   | Dion Smith                           | Nouvelle-Zélande                     | Intermarché-Wanty                    | 1                                    |
| modifier                             |                                      |                                      |                                      |                                      |

| \| Arrivée d'étape Fano (km 193) \| Arrivée d'étape Fano (km 193) \| Arrivée d'étape Fano (km 193) \| Arrivée d'étape Fano (km 193) \| Arrivée d'étape Fano (km 193) \| \| ----------------------------- \| ----------------------------- \| ----------------------------- \| ----------------------------- \| ----------------------------- \| \| \| Coureur \| Pays \| Équipe \| Point(s) \| \| 1er \| Julian Alaphilippe \| France \| Soudal Quick-Step \| 25 \| \| 2e \| Jhonatan Narváez \| Équateur \| Ineos Grenadiers \| 18 \| \| 3e \| Quinten Hermans \| Belgique \| Alpecin-Deceuninck \| 12 \| \| 4e \| Michael Valgren \| Danemark \| EF Education-EasyPost \| 8 \| \| 5e \| Christian Scaroni \| Italie \| Astana Qazaqstan \| 6 \| \| 6e \| Matteo Trentin \| Italie \| Tudor Pro Cycling Team \| 5 \| \| 7e \| Simon Clarke \| Australie \| Israel-Premier Tech \| 4 \| \| 8e \| Gijs Leemreize \| Pays-Bas \| dsm-firmenich PostNL \| 3 \| \| 9e \| Mirco Maestri \| Italie \| Polti Kometa \| 2 \| \| 10e \| Benjamin Thomas \| France \| Cofidis \| 1 \| \| modifier \| \| \| \| \| |                    |           |                        |          |
| Arrivée d'étape Fano (km 193) |                    |           |                        |          |
| | Coureur            | Pays      | Équipe                 | Point(s) |
| 1er | Julian Alaphilippe | France    | Soudal Quick-Step      | 25       |
| 2e | Jhonatan Narváez   | Équateur  | Ineos Grenadiers       | 18       |
| 3e | Quinten Hermans    | Belgique  | Alpecin-Deceuninck     | 12       |
| 4e | Michael Valgren    | Danemark  | EF Education-EasyPost  | 8        |
| 5e | Christian Scaroni  | Italie    | Astana Qazaqstan       | 6        |
| 6e | Matteo Trentin     | Italie    | Tudor Pro Cycling Team | 5        |
| 7e | Simon Clarke       | Australie | Israel-Premier Tech    | 4        |
| 8e | Gijs Leemreize     | Pays-Bas  | dsm-firmenich PostNL   | 3        |
| 9e | Mirco Maestri      | Italie    | Polti Kometa           | 2        |
| 10e | Benjamin Thomas    | France    | Cofidis                | 1        |
| modifier |                    |           |                        |          |

### Points attribués pour le classement du meilleur grimpeur
| Osimo (km 93,2) 4e catégorie (7 km à 2,3%) | Osimo (km 93,2) 4e catégorie (7 km à 2,3%) | Osimo (km 93,2) 4e catégorie (7 km à 2,3%) | Osimo (km 93,2) 4e catégorie (7 km à 2,3%) | Osimo (km 93,2) 4e catégorie (7 km à 2,3%) |
| ------------------------------------------ | ------------------------------------------ | ------------------------------------------ | ------------------------------------------ | ------------------------------------------ |
|                                            | Coureur                                    | Pays                                       | Équipe                                     | Point(s)                                   |
| 1er                                        | Mirco Maestri                              | Italie                                     | Polti Kometa                               | 3                                          |
| 2e                                         | Julian Alaphilippe                         | France                                     | Soudal Quick-Step                          | 2                                          |
| 3e                                         | Filippo Ganna                              | Italie                                     | Ineos Grenadiers                           | 1                                          |
| modifier                                   |                                            |                                            |                                            |                                            |

| Monsano (km 126,8) 4e catégorie (4,2 km à 4%) | Monsano (km 126,8) 4e catégorie (4,2 km à 4%) | Monsano (km 126,8) 4e catégorie (4,2 km à 4%) | Monsano (km 126,8) 4e catégorie (4,2 km à 4%) | Monsano (km 126,8) 4e catégorie (4,2 km à 4%) |
| --------------------------------------------- | --------------------------------------------- | --------------------------------------------- | --------------------------------------------- | --------------------------------------------- |
|                                               | Coureur                                       | Pays                                          | Équipe                                        | Point(s)                                      |
| 1er                                           | Mirco Maestri                                 | Italie                                        | Polti Kometa                                  | 3                                             |
| 2e                                            | Julian Alaphilippe                            | France                                        | Soudal Quick-Step                             | 2                                             |
| 3e                                            | Dion Smith                                    | Nouvelle-Zélande                              | Intermarché-Wanty                             | 1                                             |
| modifier                                      |                                               |                                               |                                               |                                               |

| Ostra (km 138,4) 4e catégorie (1 km à 8,5%) | Ostra (km 138,4) 4e catégorie (1 km à 8,5%) | Ostra (km 138,4) 4e catégorie (1 km à 8,5%) | Ostra (km 138,4) 4e catégorie (1 km à 8,5%) | Ostra (km 138,4) 4e catégorie (1 km à 8,5%) |
| ------------------------------------------- | ------------------------------------------- | ------------------------------------------- | ------------------------------------------- | ------------------------------------------- |
|                                             | Coureur                                     | Pays                                        | Équipe                                      | Point(s)                                    |
| 1er                                         | Julian Alaphilippe                          | France                                      | Soudal Quick-Step                           | 3                                           |
| 2e                                          | Mirco Maestri                               | Italie                                      | Polti Kometa                                | 2                                           |
| 3e                                          | Matteo Trentin                              | Italie                                      | Tudor Pro Cycling Team                      | 1                                           |
| modifier                                    |                                             |                                             |                                             |                                             |

| La Croce (km 150,8) 4e catégorie (5,4 km à 3,1%) | La Croce (km 150,8) 4e catégorie (5,4 km à 3,1%) | La Croce (km 150,8) 4e catégorie (5,4 km à 3,1%) | La Croce (km 150,8) 4e catégorie (5,4 km à 3,1%) | La Croce (km 150,8) 4e catégorie (5,4 km à 3,1%) |
| ------------------------------------------------ | ------------------------------------------------ | ------------------------------------------------ | ------------------------------------------------ | ------------------------------------------------ |
|                                                  | Coureur                                          | Pays                                             | Équipe                                           | Point(s)                                         |
| 1er                                              | Mirco Maestri                                    | Italie                                           | Polti Kometa                                     | 3                                                |
| 2e                                               | Julian Alaphilippe                               | France                                           | Soudal Quick-Step                                | 2                                                |
| 3e                                               | Gijs Leemreize                                   | Pays-Bas                                         | dsm-firmenich PostNL                             | 1                                                |
| modifier                                         |                                                  |                                                  |                                                  |                                                  |

### Points attribués pour le classement des sprints intermédiaires
| Sprint intermédiaire Recanati (km 77,5) | Sprint intermédiaire Recanati (km 77,5) | Sprint intermédiaire Recanati (km 77,5) | Sprint intermédiaire Recanati (km 77,5) | Sprint intermédiaire Recanati (km 77,5) |
| --------------------------------------- | --------------------------------------- | --------------------------------------- | --------------------------------------- | --------------------------------------- |
|                                         | Coureur                                 | Pays                                    | Équipe                                  | Point(s)                                |
| 1er                                     | Mirco Maestri                           | Italie                                  | Polti Kometa                            | 10                                      |
| 2e                                      | Julian Alaphilippe                      | France                                  | Soudal Quick-Step                       | 6                                       |
| 3e                                      | Nairo Quintana                          | Colombie                                | Movistar                                | 3                                       |
| 4e                                      | Juan Pedro López                        | Espagne                                 | Lidl-Trek                               | 2                                       |
| 5e                                      | Mauri Vansevenant                       | Belgique                                | Soudal Quick-Step                       | 1                                       |
| modifier                                |                                         |                                         |                                         |                                         |

| Sprint intermédiaire Mondolfo (km 161,4) | Sprint intermédiaire Mondolfo (km 161,4) | Sprint intermédiaire Mondolfo (km 161,4) | Sprint intermédiaire Mondolfo (km 161,4) | Sprint intermédiaire Mondolfo (km 161,4) |
| ---------------------------------------- | ---------------------------------------- | ---------------------------------------- | ---------------------------------------- | ---------------------------------------- |
|                                          | Coureur                                  | Pays                                     | Équipe                                   | Point(s)                                 |
| 1er                                      | Julian Alaphilippe                       | France                                   | Soudal Quick-Step                        | 10                                       |
| 2e                                       | Mirco Maestri                            | Italie                                   | Polti Kometa                             | 6                                        |
| 3e                                       | Jhonatan Narváez                         | Équateur                                 | Ineos Grenadiers                         | 3                                        |
| 4e                                       | Quinten Hermans                          | Belgique                                 | Alpecin-Deceuninck                       | 2                                        |
| 5e                                       | Matteo Trentin                           | Italie                                   | Tudor Pro Cycling Team                   | 1                                        |
| modifier                                 |                                          |                                          |                                          |                                          |

### Bonifications
|   | Coureur            | Pays   | Équipe                 | Secondes |
| - | ------------------ | ------ | ---------------------- | -------- |
| 1 | Mirco Maestri      | Italie | Polti Kometa           | 3 s      |
| 2 | Julian Alaphilippe | France | Soudal Quick-Step      | 2 s      |
| 3 | Matteo Trentin     | Italie | Tudor Pro Cycling Team | 1 s      |

|   | Coureur            | Pays     | Équipe            | Secondes |
| - | ------------------ | -------- | ----------------- | -------- |
| 1 | Julian Alaphilippe | France   | Soudal Quick-Step | 3 s      |
| 2 | Mirco Maestri      | Italie   | Polti Kometa      | 2 s      |
| 3 | Jhonatan Narváez   | Équateur | Ineos Grenadiers  | 1 s      |

| \| \| Coureur \| Pays \| Équipe \| Secondes \| \| - \| ------------------ \| -------- \| ------------------ \| -------- \| \| 1 \| Julian Alaphilippe \| France \| Soudal Quick-Step \| 10 s \| \| 2 \| Jhonatan Narváez \| Équateur \| Ineos Grenadiers \| 6 s \| \| 3 \| Quinten Hermans \| Belgique \| Alpecin-Deceuninck \| 4 s \| |                    |          |                    |          |
| | Coureur            | Pays     | Équipe             | Secondes |
| 1 | Julian Alaphilippe | France   | Soudal Quick-Step  | 10 s     |
| 2 | Jhonatan Narváez   | Équateur | Ineos Grenadiers   | 6 s      |
| 3 | Quinten Hermans    | Belgique | Alpecin-Deceuninck | 4 s      |

## Classements à l'issue de l'étape

### Classement général
| \| Classement général \| Classement général \| Classement général \| Classement général \| Classement général \| \| Coureur \| Coureur \| Pays \| Équipe \| Temps \| \| ------------------ \| ------------------ \| ------------------ \| -------------------------- \| ------------------ \| \| 1er \| Tadej Pogačar \| Slovénie \| UAE Team Emirates \| 45 h 22 min 35 s \| \| 2e \| Daniel Martínez \| Colombie \| Bora-Hansgrohe \| + 2 min 40 s \| \| 3e \| Geraint Thomas \| Royaume-Uni \| Ineos Grenadiers \| + 2 min 56 s \| \| 4e \| Ben O'Connor \| Australie \| Decathlon-AG2R La Mondiale \| + 3 min 39 s \| \| 5e \| Antonio Tiberi \| Italie \| Bahrain Victorious \| + 4 min 27 s \| \| 6e \| Romain Bardet \| France \| Team dsm-firmenich PostNL \| + 4 min 57 s \| \| 7e \| Lorenzo Fortunato \| Italie \| Astana Qazaqstan Team \| + 5 min 19 s \| \| 8e \| Filippo Zana \| Italie \| Team Jayco AlUla \| + 5 min 23 s \| \| 9e \| Einer Rubio \| Colombie \| Movistar Team \| + 5 min 28 s \| \| 10e \| Thymen Arensman \| Pays-Bas \| Ineos Grenadiers \| + 5 min 52 s \| |                   |             |                            |                  |
| |                   |             |                            |                  |
| Sources : ProCyclingStats Cycling Quotient |                   |             |                            |                  |
| Classement général |                   |             |                            |                  |
| Coureur | Coureur           | Pays        | Équipe                     | Temps            |
| 1er | Tadej Pogačar     | Slovénie    | UAE Team Emirates          | 45 h 22 min 35 s |
| 2e | Daniel Martínez   | Colombie    | Bora-Hansgrohe             | + 2 min 40 s     |
| 3e | Geraint Thomas    | Royaume-Uni | Ineos Grenadiers           | + 2 min 56 s     |
| 4e | Ben O'Connor      | Australie   | Decathlon-AG2R La Mondiale | + 3 min 39 s     |
| 5e | Antonio Tiberi    | Italie      | Bahrain Victorious         | + 4 min 27 s     |
| 6e | Romain Bardet     | France      | Team dsm-firmenich PostNL  | + 4 min 57 s     |
| 7e | Lorenzo Fortunato | Italie      | Astana Qazaqstan Team      | + 5 min 19 s     |
| 8e | Filippo Zana      | Italie      | Team Jayco AlUla           | + 5 min 23 s     |
| 9e | Einer Rubio       | Colombie    | Movistar Team              | + 5 min 28 s     |
| 10e | Thymen Arensman   | Pays-Bas    | Ineos Grenadiers           | + 5 min 52 s     |

### Classement par points
| Classement par points | Classement par points | Classement par points | Classement par points         | Classement par points |
| Coureur               | Coureur               | Pays                  | Équipe                        | Points                |
| --------------------- | --------------------- | --------------------- | ----------------------------- | --------------------- |
| 1er                   | Jonathan Milan        | Italie                | Lidl-Trek                     | 229 pts               |
| 2e                    | Kaden Groves          | Australie             | Alpecin-Deceuninck            | 166 pts               |
| 3e                    | Tim Merlier           | Belgique              | Soudal Quick-Step             | 92 pts                |
| 4e                    | Filippo Fiorelli      | Italie                | VF Group-Bardiani CSF-Faizanè | 78 pts                |
| 5e                    | Julian Alaphilippe    | France                | Soudal Quick-Step             | 74 pts                |
| 6e                    | Andrea Pietrobon      | Italie                | Team Polti Kometa             | 68 pts                |
| 7e                    | Jhonatan Narváez      | Équateur              | Ineos Grenadiers              | 63 pts                |
| 8e                    | Tadej Pogačar         | Slovénie              | UAE Team Emirates             | 57 pts                |
| 9e                    | Benjamin Thomas       | France                | Cofidis                       | 57 pts                |
| 10e                   | Michael Valgren       | Danemark              | EF Education-EasyPost         | 52 pts                |

### Classement de la montagne
| Classement de la montagne | Classement de la montagne | Classement de la montagne | Classement de la montagne     | Classement de la montagne |
| Coureur                   | Coureur                   | Pays                      | Équipe                        | Points                    |
| ------------------------- | ------------------------- | ------------------------- | ----------------------------- | ------------------------- |
| 1er                       | Tadej Pogačar             | Slovénie                  | UAE Team Emirates             | 104 pts                   |
| 2e                        | Simon Geschke             | Allemagne                 | Cofidis                       | 59 pts                    |
| 3e                        | Valentin Paret-Peintre    | France                    | Decathlon-AG2R La Mondiale    | 55 pts                    |
| 4e                        | Daniel Martínez           | Colombie                  | Bora-Hansgrohe                | 52 pts                    |
| 5e                        | Lilian Calmejane          | France                    | Intermarché-Wanty             | 32 pts                    |
| 6e                        | Romain Bardet             | France                    | Team dsm-firmenich PostNL     | 32 pts                    |
| 7e                        | Geraint Thomas            | Royaume-Uni               | Ineos Grenadiers              | 22 pts                    |
| 8e                        | Andrea Piccolo            | Italie                    | EF Education-EasyPost         | 18 pts                    |
| 9e                        | Filippo Fiorelli          | Italie                    | VF Group-Bardiani CSF-Faizanè | 18 pts                    |
| 10e                       | Ben O'Connor              | Australie                 | Decathlon-AG2R La Mondiale    | 17 pts                    |

### Classement du meilleur jeune
| Classement du meilleur jeune | Classement du meilleur jeune | Classement du meilleur jeune | Classement du meilleur jeune | Classement du meilleur jeune |
| Coureur                      | Coureur                      | Pays                         | Équipe                       | Temps                        |
| ---------------------------- | ---------------------------- | ---------------------------- | ---------------------------- | ---------------------------- |
| 1er                          | Antonio Tiberi               | Italie                       | Bahrain Victorious           | 45 h 27 min 02 s             |
| 2e                           | Filippo Zana                 | Italie                       | Team Jayco AlUla             | + 56 s                       |
| 3e                           | Thymen Arensman              | Pays-Bas                     | Ineos Grenadiers             | + 1 min 25 s                 |
| 4e                           | Alex Baudin                  | France                       | Decathlon-AG2R La Mondiale   | + 2 min 11 s                 |
| 5e                           | Davide Piganzoli             | Italie                       | Team Polti Kometa            | + 7 min 03 s                 |
| 6e                           | Giovanni Aleotti             | Italie                       | Bora-Hansgrohe               | + 9 min 48 s                 |
| 7e                           | Valentin Paret-Peintre       | France                       | Decathlon-AG2R La Mondiale   | + 20 min 51 s                |
| 8e                           | Mauri Vansevenant            | Belgique                     | Soudal Quick-Step            | + 31 min 32 s                |
| 9e                           | Edoardo Zambanini            | Italie                       | Bahrain Victorious           | + 37 min 29 s                |
| 10e                          | Kevin Vermaerke              | États-Unis                   | Team dsm-firmenich PostNL    | + 38 min 41 s                |

### Classement par équipes
| Classement par équipes | Classement par équipes        | Classement par équipes | Classement par équipes |
| Équipe                 | Équipe                        | Pays                   | Temps                  |
| ---------------------- | ----------------------------- | ---------------------- | ---------------------- |
| 1re                    | Decathlon-AG2R La Mondiale    | France                 | 136 h 21 min 48 s      |
| 2e                     | Ineos Grenadiers              | Royaume-Uni            | + 2 min 13 s           |
| 3e                     | Bora-Hansgrohe                | Allemagne              | + 20 min 51 s          |
| 4e                     | Astana Qazaqstan Team         | Kazakhstan             | + 25 min 22 s          |
| 5e                     | UAE Team Emirates             | Émirats arabes unis    | + 27 min 10 s          |
| 6e                     | VF Group-Bardiani CSF-Faizané | Italie                 | + 40 min 21 s          |
| 7e                     | EF Education-EasyPost         | États-Unis             | + 47 min 16 s          |
| 8e                     | Movistar Team                 | Espagne                | + 48 min 02 s          |
| 9e                     | Bahrain Victorious            | Bahreïn                | + 48 min 29 s          |
| 10e                    | Team dsm-firmenich PostNL     | Pays-Bas               | + 50 min 27 s          |

### Sanctions au classement UCI
| \| Coureur \| Pays \| Équipe \| Points \| \| --------------- \| -------- \| --------------------- \| ----------- \| \| Benjamin Thomas \| France \| Cofidis \| - 25 points \| \| Michael Valgren \| Danemark \| EF Education-EasyPost \| - 25 points \| |          |                       |             |
| Coureur | Pays     | Équipe                | Points      |
| Benjamin Thomas | France   | Cofidis               | - 25 points |
| Michael Valgren | Danemark | EF Education-EasyPost | - 25 points |

## Abandons
- Fabio Jakobsen (dsm-firmenich PostNL) : non partant